# Sarilumab
Sarilumab (nombre comercial Kevzara) es un anticuerpo monoclonal humano contra el receptor de interleucina-6. Regeneron Pharmaceuticals y Sanofi desarrollaron el medicamento para el tratamiento de la artritis reumatoide (AR), para lo cual recibió la aprobación de la FDA de los EE. UU. el 22 de mayo de 2017 y la aprobación de la Agencia Europea de Medicamentos el 23 de junio de 2017.
Su desarrollo como tratamiento de la espondilitis anquilosante se suspendió después de que el fármaco no mostrara un beneficio clínico sobre el metotrexato en un ensayo de fase II. 